# 沖外夫
沖 外夫（おき そとお、1925年（大正14年）8月12日 - 1986年（昭和61年）6月28日）は、昭和期の実業家、政治家。参議院議員（1期）。

## 経歴
富山県高岡市で生まれた。1945年（昭和20年）興亜工学院を卒業した。
1960年（昭和35年）三協アルミニウム工業（現三協立山）が設立し常務取締役に就任。以後、専務取締役、副社長を経て、1979年（昭和54年）代表取締役社長に就任。その他、日本サッシ協会理事長、日本カーテンウォール工業会会長、富山県経営者協会常任理事、通商産業省産業構造審議会委員、富山県人事委員会委員、三協工機代表取締役社長、アルケン工業代表取締役社長、富山軽金属工業取締役、富山県経済同友会常任幹事などを務めた。
吉田実の死去に伴い、1982年（昭和57年）12月に実施された第12回参議院議員通常選挙・富山県選挙区補欠選挙に自由民主党から立候補して当選し、参議院議員を1期務めた。この間、国土審議会特別委員などを務め、所属会派は自由民主党・自由国民会議であった。
その後、病気の影響もあり、1986年6月、翌月実施予定の第14回通常選挙に出馬せず、任期満了をもって引退を表明していたが、同月28日、肝不全のため東京都港区の東京慈恵会医科大学附属病院で死去した。60歳没。同年7月8日、特旨を以て位記を追賜され、死没日付をもって従四位勲三等に叙され、旭日中綬章を追贈された。哀悼演説は選挙後の同年9月11日、参議院本会議で下条進一郎により行われた。